# Jesús Rodríguez Tato
Jesús Rodríguez Tato (Murcia, 12 juni 1983), beter bekend als Tato, is een gewezen Spaanse voetballer. 
Hij heeft zijn jeugdopleiding gevolgd bij Real Murcia. Zijn intrede in het professioneel circuit (Tercera División) kende hij tijdens het seizoen 2003-2004 bij Barça C met hetzelfde jaar een terugkeer naar Real Murcia B. Bij deze laatste club bleef hij tot het einde van het seizoen 2006-2007 en speelde meerdere malen voor de A-ploeg in Primera División (195 minuten tijdens 7 wedstrijden) en in Segunda División A. Tijdens het seizoen 2007-2008 speelde hij één succesvol jaar voor AD Cueta in de Segunda División B. De ploeg behaalde met een derde plaats de eindronde, waarin de speler vijfmaal scoorde. Dit volstond echter niet voor een promotie, maar deze prestatie werd opgemerkt. Daardoor krijgt Tato de kans om het daaropvolgende seizoen de voorbereiding mee te maken van Real Murcia, zijn jeugdploeg die net naar Segunda División A gedegradeerd was. Hij kon echter Javier Clemente niet overtuigen en kwam bij streekgenoot FC Cartagena terecht. Daar kende hij een succesvol jaar met 8 voltreffers en de kampioenstitel in Segunda División B. De eindronde werd gewonnen, waardoor hij vanaf seizoen 2009-2010 terechtkwam in de Segunda División A.  Daar kon hij echter de nieuwe trainer Juan Ignacio Martinez Jiménez niet overtuigen waardoor hij wel 31 wedstrijden meespeelde maar vooral als vervanger voor enkele minuten op het einde van de wedstrijd.  Zo kon hij enkel 3 maal scoren waardoor hij op het einde van het seizoen te horen kreeg dat hij de ploeg mocht verlaten ondanks een nog lopend contract van één jaar. 
Hij komt bij streek- en reeksgenoot Albacete Balompié terecht, waar hij wel onmiddellijk een basisplaats afdwong. Ondanks zijn dertien doelpunten kon hij niet voorkomen dat de ploeg allerlaatste eindigde en degradeerde.
Door zijn goede prestaties vindt hij een nieuwe ploeg van de Segunda División A en tekent hij in juli 2011 een tweejarig contract met CD Xerez. Toen de ploeg tijdens het tweede seizoen in de problemen kwam, ontbonden in januari 2013 speler en ploeg het contract. De speler vond onmiddellijk onderdak bij reeksgenoot UD Las Palmas. Daar zou hij anderhalf seizoen blijven, zonder echt een basisplaats af te kunnen dwingen. Daarom verhuisde de speler op januari 2014 naar reeksgenoot Girona FC, die op dat ogenblik achteraan in de stand stond. Bij deze ploeg vond hij zijn gewezen teamgenoot van FC Cartagena, Jesus Maria Herrero Gomez, terug. Ook bij deze ploeg kwam hij niet verder dan enkele invalbeurten.
Zijn contract, dat in principe nog liep tot juni 2015, werd dan ook ontbonden, waarop hij voor het seizoen 2014-2015 tekende bij reeksgenoot Real Zaragoza. In de eerste helft van de competitie viel hij 7 maal in, speelde 38 minuten en kon niet tot scoren komen.  Ook het tweede gedeelte werd geen groot succes, zodat zijn contract niet werd verlengd.
Tijdens het seizoen 2015-2016 gaat hij zijn geluk opzoeken op het hoogste Marokkaanse niveau bij Moghreb Athletic Tétouan.
Het daaropvolgende seizoen 2016-2017 stapte hij over naar India bij Pune FC. Tijdens de winterstop kwam hij echter terug naar Spanje bij La Roda CF, een ploeg uit de Segunda División B. Toen de ploeg op het einde van het seizoen zijn behoud niet kon bewerkstelligen, hing Tato zijn voetbalschoenen aan de haak.